# Харитон (Мусунгаи)
Митрополит Харитон (при рождении Павлос Илунга Мусунгаи, англ. Pavlos Ilunga Musungayi; род. 1974, Кананга) — епископ Александрийской православной церкви, митрополит Канангский (с 2022), ипертим и экзарх Экваториальной Африки.

## Биография
Родился в Кананге в Конго в 1974 году и был одиннадцатым ребёнком из двенадцати в семье Эварестоса и Вероники Мусунгаи. Он является выпускником школы «Свет народов» Миссионерского центра в Кананге. Он учился на юридическом факультете Университета UCKAN в том же городе.
Окончил богословскую школу Афинского университета имени Каподистрии и аспирантуру Университета Аристотеля в Салониках в области толкования Нового Завета. Говорит по-гречески, по-французски и на местных диалектах.
По благословению тогдашнего митрополита Центральной Африки Тимофея (Кондомеркоса) он присоединился к миссионерской делегации Кананги, где он был связан и сотрудничал с миссионером архимандритом Игнатием (Маденлидисом), членом Братства богословов «Сотир», митрополит Центральной Африки с 2003 года, а затем Пентапольским.
Посещал семинары по радиотехнике в Греции, электротехнике, автомеханике и типографии. В 2001 году он возглавил техническую часть первой радиостанции Православной церкви в Конго «Голос Православия», позже он взял на себя всё руководство. В 2004 году он основал вторую радиостанцию в Киншасе, столице страны, а в 2006 году — третью в Пуэнт-Нуаре, Конго-Браззавиль.
В 2003 году он был хиротонисан во диакона, а в 2005 году — в сан пресвитера митрополитом Центральноафриканским Игнатием (Манделидисом). При хиротонии получил имя Харитон в честь покойного миссионера Харитона (Пневматикакиса), которым он был крещён в младенчестве.
В 2015 году покойный митрополит Центральноафриканский Никифор (Микраяннанитис) возвёл его в достоинство архимандрита и назначил проповедником митрополии. Архимандрит Харитон усердно трудился в миссионерской работе на своей родине и развивал многогранную деятельность. Он совершил множество миссионерских поездок в отдалённые провинции митрополии: Дибая, Луиза, Чикапа, Пуэнт-Нуар, Долизи, Кайи, Кисангани, Исиро, Мбанза-Нгунгу и Канка. С 2017 года он сотрудничал с патриаршим викарием Канангским Феодосием (Цицивосом), первым митрополитом недавно созданной в 2018 году Канангской митрополии.
24 февраля 2019 года Папа и Патриарх Александрийский и всей Африки Феодор II, назначил его патриаршим викарием недавно созданной Гомской епархии (2018) в Восточном Конго.
12 января 2022 года Священным синодом Александрийского патриархата по предложению Папы и Патриарха Феодора II, он был избран митрополитом Канангским.
2 февраля 2022 года в соборе Святого Николая в Хамзави, Каир, состоялась его епископская хиротония, которую совершили: Папа и Патриарх Александрийский Феодор II, архиепископ Синайский Дамиан (Самардзис), митрополит Гвинейский Георгий (Владимиру), митрополит Мемфисский Никодим (Приангелос), митрополит Катангский Мелетий (Камилудис), митрополит Киншасский Феодосий (Цицивос) и епископ Константианский Косма (Таситис).